# Susanne Nielsson
Susanne Schultz Nielsson, a bon? née le 8 juillet 1960 à Aarhus, est une nageuse danoise, spécialiste des courses de brasse.

## Carrière
Susanne Nielsson est médaillée de bronze du 100 mètres brasse et quatrième du 200 mètres brasse aux Jeux olympiques de 1980 à Moscou.

## Palmarès

### Championnats d'Europe
- Championnats d'Europe 1977 à Jönköping (Suède) :
  -  Médaille d'argent du 200 m brasse.